# Happy You and Merry Me
Happy You and Merry Me es un corto de animación estadounidense de 1936, de la serie de Betty Boop. Fue producido por los estudios Fleischer y distribuido por Paramount Pictures. En él aparecen Betty Boop y Pudgy.

## Argumento
Un gatito llamado Myron juguetea con un insecto mientras su madre duerme. Siguiéndolo, llega a casa de Betty Boop y entra, encontrando sobre una mesa un cesto lleno de dulces. Mientras Betty toca el piano y canta, en compañía de Pudgy, el inocente gatito se da un atracón de pasteles y se empieza a quejar de dolores en la barriga. Betty envía a Pudgy con una nota a la farmacia para comprar nébeda. 
Mientras tanto, la madre de Myron despierta y, al no encontrar a su hijito empieza a llamarlo y a buscarlo.

## Producción
Happy You and Merry Me es la quincuagésima quinta entrega de la serie de Betty Boop y fue estrenada el 21 de agosto de 1936.